# Caraiman (okręg Dolj)
Caraiman – wieś w Rumunii, w okręgu Dolj, w gminie Brabova. W 2011 roku pozostawała niezamieszkana.